# Trận Isonzo lần thứ tám
Trận Isonzo lần thứ tám là trận đánh giữa Ý và Đế quốc Áo-Hung trong Chiến tranh thế giới thứ nhất từ ngày 10 đến ngày 12 tháng 10 năm 1916 trên bờ sông Isonzo.
Trận Isonzo lần thứ tám thực chất chỉ là sự tiếp tục của trận Isonzo lần thứ bảy (14 đến 17 tháng 9 năm 1916) nhằm mở rộng khu vực chiếm đóng tại Gorizia, nơi mà quân đội Ý đã chiếm được sau trận Isonzo lần thứ sáu vào tháng 8 năm 1916 với 20.000 người chết và 50.000 người bị thương.
Tham mưu trưởng quân đội Ý Luigi Cadorna quyết định tiếp tục cuộc tấn công vào phía trái thành phố và chiến thuật này tiếp tục được áp dụng trong trận Isonzo lần thứ chín với kết quả thu được không bao nhiêu. Trận đánh nhanh chóng kết thúc với tổn thất lớn của quân Ý. Bộ chỉ huy Ý quyết định ngừng cuộc tấn công để có thời gian chuẩn bị cho một cuộc tấn công khác.
Sau khi trận Isonzo lần thứ tám kết thúc, trận Isonzo lần thứ chín bắt đầu vào ngày 4 tháng 11 năm 1916, đây là cuộc tấn công thứ 5 và cũng là cuối cùng của quân đội Ý trong năm 1916.